# Vườn quốc gia Richmond Range

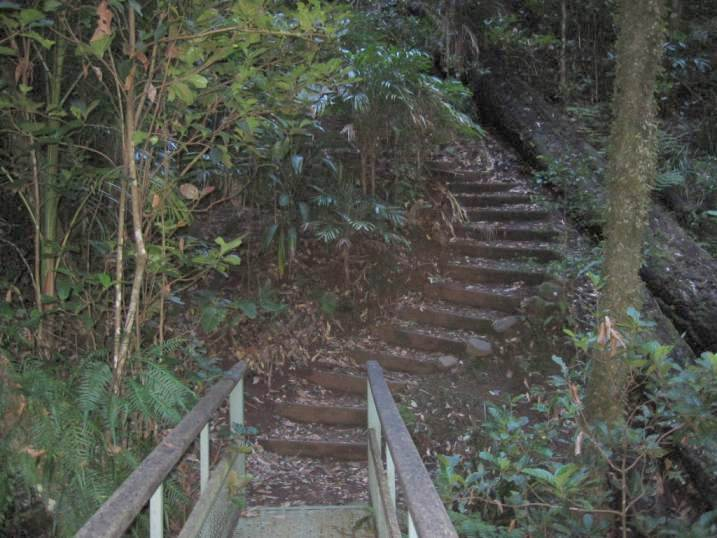
Cầu dẫn qua Culmaran Creek.

Vườn quốc gia Richmond Range là một vườn quốc gia ở bang New South Wales, Úc, cách thành phố Sydney 605 km về phía bắc.
Vườn quốc gia này có diện tích 157,12 km², nằm ở phía bắc của xa lộ Bruxner Highway, trong phần phía nam của rặng núi Richmond Range, thuộc dãy núi Great Dividing Range.